# Stapleford (Nottinghamshire)
Stapleford is een civil parish in het bestuurlijke gebied Broxtowe, in het Engelse graafschap Nottinghamshire met 15.241 inwoners.